# Paddy Driver
Ernest Gould Driver, detto Paddy (Johannesburg, 13 maggio 1934), è un pilota motociclistico e pilota automobilistico sudafricano, ritiratosi dall'attività agonistica.

## Motomondiale
Inizia la sua carriera nel mondo dei motori come pilota motociclistico. Fa il suo esordio nel Tourist Trophy 1958 nella classe 350 con la Norton. Con la casa motociclistica britannica gareggia anche l'anno seguente in cui fa l'esordio anche in 500 al Gran Premio di Francia, in cui conquista anche il suo primo punto iridato. A fine stagione sarà undicesimo in classifica finale con 3 punti. Nella stessa stagione ne conquisterà 4 in 350, terminando dodicesimo in classifica.
Nel 1960, sempre con la Norton, è settimo nella classifica della 500 (9 punti) e nono in quella della 350 (5 punti). Nel Motomondiale 1961 è ancora decimo in 500 (5 punti), sempre con la casa britannica. Nella stagione corre il suo unico gp in 125, gareggiando con la Suzuki, senza cogliere punti. Nel 1962 corre il suo primo gran premio in 125 con la EMC (in Belgio) in cui conquista il primo podio della carriera (terzo). In 500 è nono assoluto con 7 punti, a bordo della Norton.
Dopo una breve pausa nel 1963 dedicata alle gare con automobili ritorna nel Motomondiale 1964. Nella 500 è quinto assoluto con una Matchless (con 16 punti) frutto di ben tre terzi posti. In 350 corre con la AJS e chiude settimo con 5 punti. L'ultima stagione a punti è il 1965, ed è anche la migliore. Driver in 500 è terzo (dietro a Mike Hailwood e Giacomo Agostini) e conquista 26 punti (frutto anche di due secondi posti e due terzi). In 350 conquista un punto.

## Formula 1
Fa il suo esordio in un gran premio non valido per il campionato del mondo nel 1963, il Gran Prix du Rand con una Lotus-BRM, in cui chiude settimo. Pochi giorni dopo prende parte al Gran Premio del Sud Africa sempre con una Lotus-BRM del team Selby Autos Spares. Qualificato ventunesimo non prende parte alla gara per un incidente.
Nel 1969 acquista una Lola per partecipare al campionato nazionale di Formula 1. La prima stagione è molto buona con diversi podi e un quinto posto finale. Nelle stagioni seguenti sfiorerà la vittoria nei molti gran premi che si disputano nel suo paese ma senza mai riuscire a coglierla. Correrà nel 1969 con una McLaren, prima a motore Chevrolet poi Ford Cosworth. Nel 1971 utilizza un motore Ford conquistando ben 5 podi e il quarto posto finale in classifica. L'anno seguente utilizza per qualche gara una Surtees.
Nel 1974 s'iscrive al Gran Premio del Sud Africa con una Lotus-Ford Cosworth del team Gunston. Qualificato ventiseiesimo si ritirerà per un guasto alla frizione.

## Risultati nel motomondiale

### Classe 125
| 1962 | Classe | Moto |   |   |     |   |   |   |   |   |   |   |   |  |  | Punti | Pos. |
| ---- | ------ | ---- | - | - | --- | - | - | - | - | - | - | - | - |  |  | ----- | ---- |
| 1962 | 125    | EMC  | - | - | Rit | - | 3 | - | 6 | - | 6 | - | - |  |  | 6     | 10º  |

| Legenda | 1º posto        | 2º posto            | 3º posto            | A punti      | Senza punti        | Grassetto – Pole position Corsivo – Giro più veloce |
| Legenda | Gara non valida | Non qual./Non part. | Ritirato/Non class. | Squalificato | '-' Dato non disp. | Grassetto – Pole position Corsivo – Giro più veloce |

### Classe 250
| 1961 | Classe | Moto   |   |   |   |     |   |   |   |   |   |   |   |  |  | Punti | Pos. |
| ---- | ------ | ------ | - | - | - | --- | - | - | - | - | - | - | - |  |  | ----- | ---- |
| 1961 | 250    | Suzuki | - | - | - | Rit | - | 7 | - | - | - | - | - |  |  | 0     |      |

| Legenda | 1º posto        | 2º posto            | 3º posto            | A punti      | Senza punti        | Grassetto – Pole position Corsivo – Giro più veloce |
| Legenda | Gara non valida | Non qual./Non part. | Ritirato/Non class. | Squalificato | '-' Dato non disp. | Grassetto – Pole position Corsivo – Giro più veloce |

### Classe 350
| 1958 | Classe | Moto   |    |   |    |   |   |   |   |  |  |  |  |  |  | Punti | Pos. |
| ---- | ------ | ------ | -- | - | -- | - | - | - | - |  |  |  |  |  |  | ----- | ---- |
| 1958 | 350    | Norton | 11 | - | 15 | - | - | - | - |  |  |  |  |  |  | 0     |      |

| 1959 | Classe | Moto   |   |     |     |    |    |   |   |   |  |  |  |  |  | Punti | Pos. |
| ---- | ------ | ------ | - | --- | --- | -- | -- | - | - | - |  |  |  |  |  | ----- | ---- |
| 1959 | 350    | Norton | 5 | Rit | Rit | NE | NE | - | - | 5 |  |  |  |  |  | 4     | 12º  |

| 1960 | Classe | Moto   |   |    |   |    |    |   |   |  |  |  |  |  |  | Punti | Pos. |
| ---- | ------ | ------ | - | -- | - | -- | -- | - | - |  |  |  |  |  |  | ----- | ---- |
| 1960 | 350    | Norton | 5 | 14 | 5 | NE | NE | 6 | 8 |  |  |  |  |  |  | 5     | 9º   |

| 1961 | Classe | Moto             |    |   |    |    |   |    |   |   |     |   |    |  |  | Punti | Pos. |
| ---- | ------ | ---------------- | -- | - | -- | -- | - | -- | - | - | --- | - | -- |  |  | ----- | ---- |
| 1961 | 350    | Norton e Bianchi | NE | - | NE | 10 | - | NE | - | - | Rit | - | NE |  |  | 0     |      |

| 1962 | Classe | Moto   |    |    |  |   |    |    |   |   |    |   |    |  |  | Punti | Pos. |
| ---- | ------ | ------ | -- | -- |  | - | -- | -- | - | - | -- | - | -- |  |  | ----- | ---- |
| 1962 | 350    | Norton | NE | NE |  | - | NE | NE | - | - | NP | - | NE |  |  | 0     |      |

| 1964 | Classe | Moto |    |    |    |   |   |    |   |   |   |   |   |   |  | Punti | Pos. |
| ---- | ------ | ---- | -- | -- | -- | - | - | -- | - | - | - | - | - | - |  | ----- | ---- |
| 1964 | 350    | AJS  | NE | NE | NE | 9 | 4 | NE | 5 | - | - | - | - | - |  | 5     | 7º   |

| 1965 | Classe | Moto |    |   |    |    |     |   |    |   |   |   |   |   |   | Punti | Pos. |
| ---- | ------ | ---- | -- | - | -- | -- | --- | - | -- | - | - | - | - | - | - | ----- | ---- |
| 1965 | 350    | AJS  | NE | 6 | NE | NE | Rit | - | NE | - | - | - | - | - | - | 1     | 24º  |

| Legenda | 1º posto        | 2º posto            | 3º posto            | A punti      | Senza punti        | Grassetto – Pole position Corsivo – Giro più veloce |
| Legenda | Gara non valida | Non qual./Non part. | Ritirato/Non class. | Squalificato | '-' Dato non disp. | Grassetto – Pole position Corsivo – Giro più veloce |

### Classe 500
| 1958 | Classe | Moto   |     |     |  |  |   |  |  |  |  |  |  |  |  | Punti | Pos. |
| ---- | ------ | ------ | --- | --- |  |  | - |  |  |  |  |  |  |  |  | ----- | ---- |
| 1958 | 500    | Norton | Rit | Rit |  |  | 7 |  |  |  |  |  |  |  |  | 0     |      |

| 1959 | Classe | Moto   |   |   |     |     |  |    |     |   |  |  |  |  |  | Punti | Pos. |
| ---- | ------ | ------ | - | - | --- | --- |  | -- | --- | - |  |  |  |  |  | ----- | ---- |
| 1959 | 500    | Norton | 6 | 6 | Rit | Rit |  | NE | Rit | 5 |  |  |  |  |  | 4     | 10º  |

| 1960 | Classe | Moto   |   |   |   |     |   |     |   |  |  |  |  |  |  | Punti | Pos. |
| ---- | ------ | ------ | - | - | - | --- | - | --- | - |  |  |  |  |  |  | ----- | ---- |
| 1960 | 500    | Norton | 4 | 9 | 4 | Rit | 7 | Rit | 4 |  |  |  |  |  |  | 9     | 7º   |

| 1961 | Classe | Moto   |    |     |  |     |  |   |     |  |   |  |  |  |  | Punti | Pos. |
| ---- | ------ | ------ | -- | --- |  | --- |  | - | --- |  | - |  |  |  |  | ----- | ---- |
| 1961 | 500    | Norton | NE | Rit |  | Rit |  | 6 | Rit |  | 3 |  |  |  |  | 5     | 10º  |

| 1962 | Classe | Moto   |    |    |  |    |   |    |     |   |   |  |  |  |  | Punti | Pos. |
| ---- | ------ | ------ | -- | -- |  | -- | - | -- | --- | - | - |  |  |  |  | ----- | ---- |
| 1962 | 500    | Norton | NE | NE |  | 10 | 4 | NE | Rit | 5 | 5 |  |  |  |  | 7     | 9º   |

| 1963 | Classe | Moto      |    |    |    |   |  |  |  |  |  |     |  |    |  | Punti | Pos. |
| ---- | ------ | --------- | -- | -- | -- | - |  |  |  |  |  | --- |  | -- |  | ----- | ---- |
| 1963 | 500    | Matchless | NE | NE | NE | 7 |  |  |  |  |  | Rit |  | NE |  | 0     |      |

| 1964 | Classe | Moto      |   |    |    |    |   |   |     |   |  |   |     |    |  | Punti | Pos. |
| ---- | ------ | --------- | - | -- | -- | -- | - | - | --- | - |  | - | --- | -- |  | ----- | ---- |
| 1964 | 500    | Matchless | 5 | NE | NE | 26 | 3 | 3 | Rit | 3 |  | 5 | Rit | NE |  | 16    | 5º   |

| 1965 | Classe | Moto      |     |     |    |    |     |   |   |   |   |   |   |  |    | Punti | Pos. |
| ---- | ------ | --------- | --- | --- | -- | -- | --- | - | - | - | - | - | - |  | -- | ----- | ---- |
| 1965 | 500    | Matchless | Rit | Rit | NE | NE | Rit | 3 | 4 | 3 | 4 | 2 | 2 |  | NE | 26    | 3º   |

| Legenda | 1º posto        | 2º posto            | 3º posto            | A punti      | Senza punti        | Grassetto – Pole position Corsivo – Giro più veloce |
| Legenda | Gara non valida | Non qual./Non part. | Ritirato/Non class. | Squalificato | '-' Dato non disp. | Grassetto – Pole position Corsivo – Giro più veloce |

## Risultati in F1
| 1963 | Scuderia | Vettura |  |  |  |  |  |  |  |  |  |    |  |  |  |  |  | Punti | Pos. |
| ---- | -------- | ------- |  |  |  |  |  |  |  |  |  | -- |  |  |  |  |  | ----- | ---- |
| 1963 | Lotus    | 24      |  |  |  |  |  |  |  |  |  | NP |  |  |  |  |  | 0     |      |

| 1974 | Scuderia | Vettura |  |  |     |  |  |  |  |  |  |  |  |  |  |  |  | Punti | Pos. |
| ---- | -------- | ------- |  |  | --- |  |  |  |  |  |  |  |  |  |  |  |  | ----- | ---- |
| 1974 | Lotus    | 72E     |  |  | Rit |  |  |  |  |  |  |  |  |  |  |  |  | 0     |      |

| Legenda | 1º posto     | 2º posto | 3º posto    | A punti         | Senza punti/Non class.  | Grassetto – Pole position Corsivo – Giro più veloce |
| Legenda | Squalificato | Ritirato | Non partito | Non qualificato | Solo prove/Terzo pilota | Grassetto – Pole position Corsivo – Giro più veloce |